# Klaus Feldt
Klaus Feldt (* 14. April 1912 in Kiel; † 7. September 2010 in Wiesbaden) war ein deutscher Marineoffizier, zuletzt Korvettenkapitän der Kriegsmarine im Zweiten Weltkrieg.

## Leben

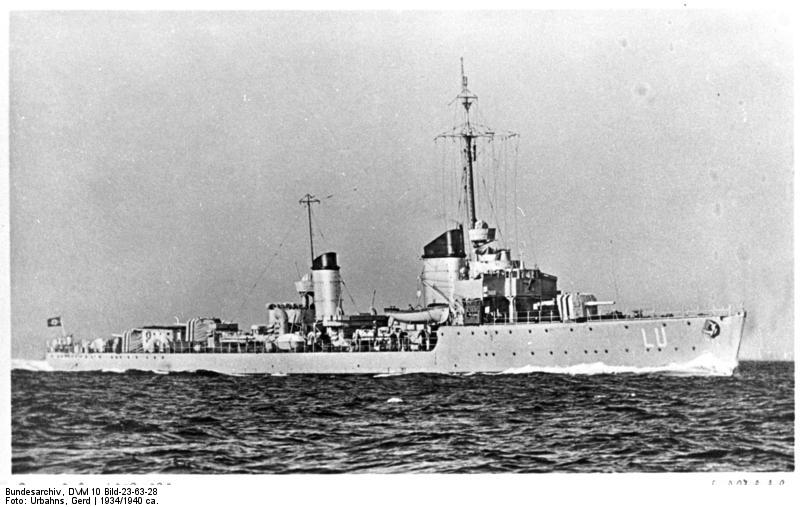
Torpedoboot Luchs

Klaus Feldt war der Sohn des späteren Konteradmirals Constanz Feldt. Nach Beendigung seiner Schulzeit in Stralsund wurde er 1931 zunächst Schiffsjunge in der Handelsschifffahrt und wurde unter anderem auf der Viermastbark Priwall ausgebildet. Innerhalb kurzer Zeit qualifizierte er sich weiter und erhielt das Patent „A 5“ als Seesteuermann auf Großer Fahrt, das ihn berechtigte, sich für die Offizierslaufbahn in der Reichsmarine zu bewerben.

## Militärische Laufbahn in der Kriegsmarine

### Vorkriegszeit
Am 1. April 1935 trat er in die ab Juni 1935 als Kriegsmarine bezeichneten Seestreitkräfte ein und wurde aufgrund seiner Qualifikation als Handelsschiffsoffizier der Offiziercrew 1934 zugeteilt. Als Fähnrich zur See diente er ab 1936 auf dem Torpedoboot Luchs und danach als Wachoffizier auf dem Torpedoboot Leopard. In dieser Zeit nahm er am Einsatz der Kriegsmarine während des Spanischen Bürgerkriegs teil.

### Zweiter Weltkrieg
Kurz nach Beginn des Zweiten Weltkriegs verließ Feldt die Torpedobootwaffe und wurde im Dezember 1939 Kommandant des als Schiff 18 für die Kriegsmarine in Dienst gestellten ehemaligen Fischdampfers Alteland. Mit diesem Schiff, das der 16. Vorpostenflottille unterstand, operierte er im März 1940 in der Nordsee. Im April 1940 nahm Schiff 18 unter Feldts Führung an der Besetzung Norwegens im Rahmen des Unternehmens Weserübung teil. Am 20. April 1940 gelang es Feldt, nach einem Gefecht den norwegischen Minenleger Tyr zu erbeuten.
Im Juli 1940 ließ sich Feldt zur Schnellbootwaffe versetzen und wurde als Oberleutnant zur See Kommandant des Schnellboots S 30 in der 2. Schnellboot-Flottille. Er wurde in der Nordsee, im Ärmelkanal und später in der Ostsee eingesetzt. Später übernahm er S 43 in derselben Flottille und nahm am Kriegsbeginn gegen die Sowjetunion teil. Am 27. Juni 1941 lief das Boot auf zwei Minen und sank. Dabei wurde Feldt schwer verwundet.
Nach seiner Genesung wurde Feldt im Oktober 1941 als Kapitänleutnant Chef der 2. Schnellboot-Flottille. Mit dieser Flottille war er wiederum im Bereich des Ärmelkanals und der englischen Südküste eingesetzt. Im Februar 1944 übernahm Feldt als Korvettenkapitän das Kommando über die Schnellboot-Lehrdivision in Swinemünde. Bei Kriegsende wurden alle Schnellboote in der Flensburger Förde zusammengezogen und teilweise durch ihre Besatzungen selbst versenkt.
Feldt weigerte sich, seine Besatzungen für den Kampf an Land freizugeben. Als der ebenfalls in Flensburg stationierte Führer der Schnellboote, Kommodore Rudolf Petersen noch nach Kriegsende Todesurteile gegen Deserteure verhängen ließ, sprach sich Feldt vergeblich gegen deren Vollstreckung aus. Im Mai 1945 geriet er in britische Kriegsgefangenschaft.

## Nachkriegszeit
Feldt wurde am 31. August 1945 aus der Gefangenschaft entlassen und baute eine zivile Existenz für seine Familie auf. Er wurde befragt, ob er am Aufbau der Bundesmarine mitwirken wolle, lehnte das jedoch ab. Am Ende seiner Berufstätigkeit war er Prokurist einer weltweit tätigen Firma.

## Auszeichnungen
- Französische Rettungsmedaille 2. Klasse, September 1933
- Spanienkreuz mit Schwertern in Bronze (als Besatzungsmitglied vom Torpedoboot Leopard)
- Eisernes Kreuz (1939) II. Klasse am 16. November 1939
- Eisernes Kreuz (1939) I. Klasse am 28. April 1940
- Ritterkreuz des Eisernen Kreuzes mit Eichenlaub
  - Ritterkreuz am 25. April 1941[3]
  - Eichenlaub am 1. Januar 1944 (362. Verleihung)[3]
- Schnellboot-Kriegsabzeichen mit Brillanten am 1. Januar 1944